# Osyrhianta
Osyrhianta es el cuarto álbum de estudio de la banda francesa de power metal sinfónico, Fairyland. Lanzado el 22 de mayo de 2020 a través de la discográfica Massacre Records.
Para este álbum, la banda se ha reformado con una nueva alineación, contrario a cuando salió el álbum anterior (Score to a New Beginning), cuando Fairyland era considerado el proyecto solista de Philippe Giordana.
Toda la música y letras fueron escritas por Phil Giordana, excepto la pista 8 que fue compuesta, arreglada e interpretada por Victoria Cohen. Las líneas vocales fueron escritas por Phil Giordana, Francesco Cavalieri y Emi Fernández.

## Concepto
Siguiendo el concepto de ópera rock, al igual que los anteriores álbumes, el disco narra una historia basada en la tierra ficticia de Osyrhia. Este álbum no sigue la línea temporal de los anteriores tres lanzamientos de la banda, sino que funciona como precuela de la historia que se ha venido contando en la discografía. La historia de Osyrhianta tiene lugar aproximadamente 3000 años antes de los acontecimientos del primer álbum (Of Wars in Osyrhia).
Narra la creación del mundo de Osyrhia, presentando sus tierras, así como a quienes las habitan. Sobre todo narra la aparición de Cenos, quien fue enviado por los dioses a Osyrhia para enseñar, pero cayó envuelto en celos y avaricia tras admirar las creaciones que los osyrhianos idearon con el conocimiento obtenido.

## Lista de canciones
| N.º   | Título                           | Duración |  |
| 1.    | «The Age of Birth»               | 2:57     |  |
| 2.    | «Across the Snow»                | 5:15     |  |
| 3.    | «The Hidden Kingdom of Eloran»   | 6:13     |  |
| 4.    | «Eleandra»                       | 4:12     |  |
| 5.    | «Heralds of the Green Lands»     | 4:36     |  |
| 6.    | «Alone We Stand»                 | 4:40     |  |
| 7.    | «Hubris et Orbis»                | 5:54     |  |
| 8.    | «Mount Mirenor» (Instrumental)   | 7:15     |  |
| 9.    | «Of Hope and Despair in Osyrhia» | 12:02    |  |
| 10.   | «The Age of Light»               | 4:02     |  |
| 57:06 |                                  |          |  |

## Créditos

### Alineación principal[3]
- Francesco Cavalieri - Voz principal, Narraciones
- Phil Giordana - Teclados, Coros, Narraciones
- Sylvain Cohen - Guitarra líder, Guitarra acústica
- Willdric Lievin - Bajo, Coros, Guitarras adicionales, Narraciones
- Jean-Baptiste “JB” Pol - Batería

### Músicos invitados
- Elisa C. Martin - Voz principal en pista 4
- Flora Spinelli - Voz principal en pista 10
- Victoria Cohen - Voz principal en pista 10
- Tony Rabusseau - Coros
- Camille “Cydorrh” Dominique - Violín, Flautas
- Dan Wilberg - Narración en pista 1

### Producción
- El álbum fue grabado y mezclado en los estudios Multiversal, con Willdric Lievin como ingeniero de audio.
- Fue masterizado en Mix Unlimited Studio por Damien Rainaud.

### Diseño
- Gonzalo “Genzoman” Ordoñez Arias - Arte de portada[4]
- Jan Yrlund - Diseño de libreto
- Jean Louis Paris - Fotografía